# Anamera strandiella
Anamera strandiella là một loài bọ cánh cứng trong họ Cerambycidae.